# Vars-sur-Roseix
Vars-sur-Roseix är en kommun i departementet Corrèze i regionen Nouvelle-Aquitaine i de centrala delarna av Frankrike. Kommunen ligger  i kantonen Ayen som tillhör arrondissementet Brive-la-Gaillarde. År 2022 hade Vars-sur-Roseix 409 invånare.

## Befolkningsutveckling
Antalet invånare i kommunen Vars-sur-Roseix
Referens:INSEE